# 데바로카

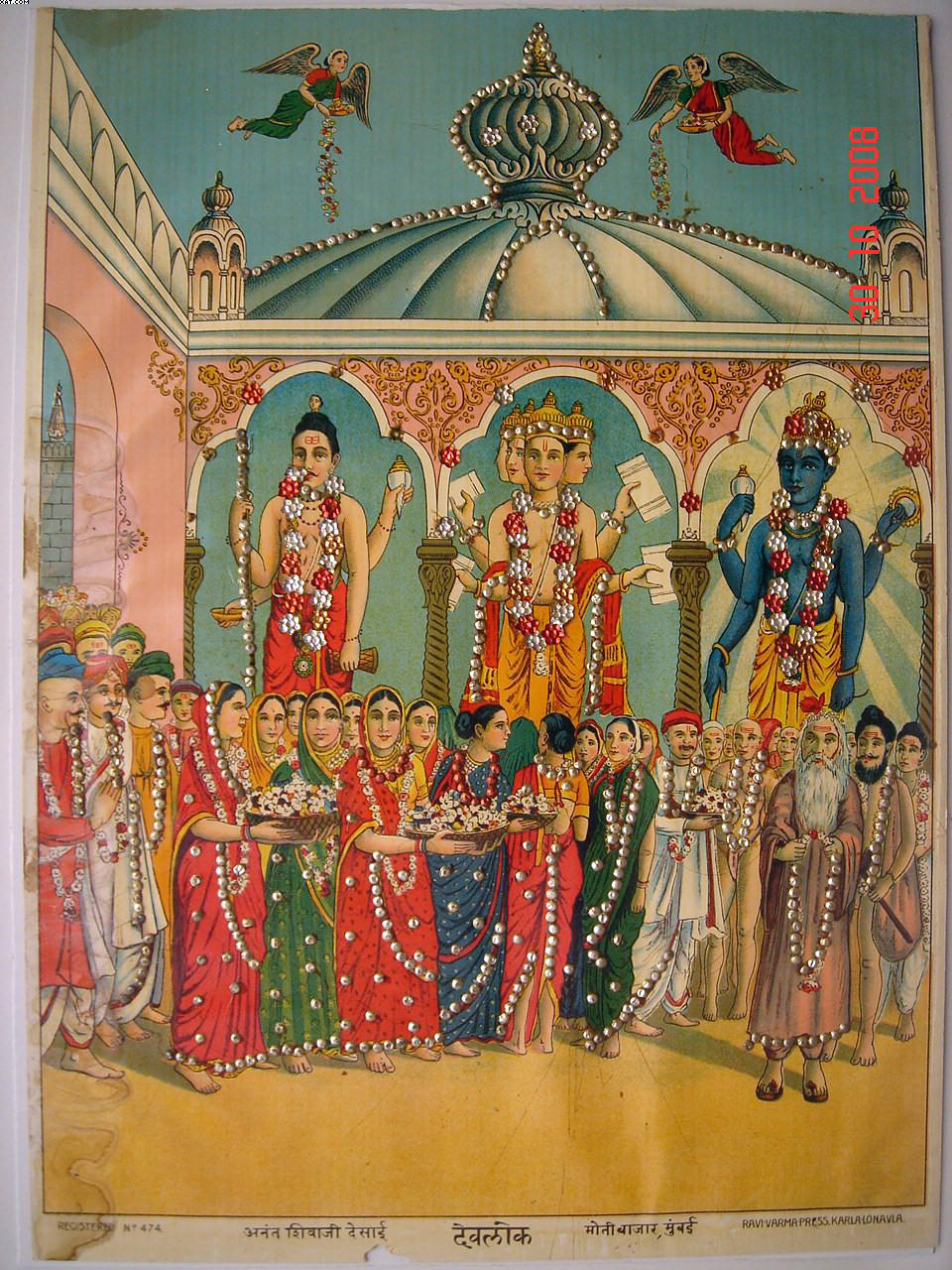
데바로카의 트리무르티

데바로카(산스크리트어: देवलोकः)는 인도 종교에서 천신들이 거주하는 영역이다. 데바로카는 일반적으로 천국의 개념과 유사한 영원한 빛과 선함의 장소로 묘사된다. 다른 힌두 교단의 교사들은 그러한 신들의 영역을 스바르가를 포함하여 다른 이름으로 부를 수 있으며, 각각 비근본적인 측면이 다르다.
힌두교의 믿음은 방대하고 다양하기 때문에 힌두교는 종종 단일 종교가 아니라 종교의 가족이라고도 한다. 따라서 데바로카는 많은 힌두 분파에서 영원한 천국의 최종 목적지로 향하는 중간 지점으로 간주된다. 이 더 높은 차원에는 비슈누, 브라흐마, 시바와의 결합 장소인 비슈누로카(바이쿤타), 브라흐마로카(사트야로카), 시바로카(카일라사)가 포함된다. 힌두 전통에서 데바로카는 자신의 선업으로 인한 일시적인 영역 또는 빛과 선에 충분히 적응했을 때 도달하는 영구적인 영역으로 이해된다. 데바로카가 일시적인 것으로 이해되는 힌두 전통 내에서 사람은 더 나아지고 더 많이 배우고 따라서 해탈(모크샤)을 얻기 위해 지구에서의 삶으로 돌아가야 한다. 모크샤가 성취되면 다른 생명은 불필요해지고 지구로 돌아오지 않는다.
불교 우주론에서 데바로카는 불교 신들의 거처인 천상도를 말한다. 천상계는 거주자의 특성에 따라 서로 크게 다르다. 

## 같이 보기
- 안타르로카
- 나라카로카